# Wilhelm Gesenius
Heinrich Friedrich Wilhelm Gesenius (* 3 de febrero de  1786 - 23 de octubre de  1842) fue un orientalista alemán y crítico bíblico originario de Nordhausen, una ciudad en el borde sur de las montañas Harz, en el estado de Turingia, Alemania. 
En 1803 se inició como estudiante de Filosofía y Teología en la Universidad de Helmstedt, donde Heinrich Henke fue su profesor más influyente; pero la última parte de su curso universitario la tomó en la Universidad de Göttingen, donde Johann Gottfried Eichhorn y Thomas Christian Tychsen por entonces estaban en la cúspide de su popularidad. Un poco después de la graduación en 1806 él se convirtió en Repetent y Privatdozent en Göttingen; y, como él mismo se enorgullecía decir posteriormente, tuvo a August Neander como primer alumno en enguaje Hebreo. En 1810 se convirtió en professor extraordinarius en Teología, y en 1811 ordinarius, en la Universidad de Halle, donde a pesar de muchos ofrecimientos de altas promociones en cualquier lugar,  pasó el resto de su vida.
El impartió clases con gran regularidad por aproximadamente 30 años. La única interrupción ocurrió en 1813-184, ocasionada por la Guerra de Liberación alemana  (Guerra de la Sexta Coalición), durante la cual se cerró la universidad, y otras ocasionadas por dos tours literarios prolongados, primero en 1820 a París, Londres y Oxford  con su colega Johann Karl Thilo (1794-1853) para el examen de raros manuscritos orientales y en 1835 a Inglaterra y a los Países Bajos relacionado con su estudio fenicios. Gesenius se convirtió en el profesor de hebreo e introducción al Antiguo Testamento más popular así como de exégesis en Alemania; durante sus últimos años cerca de 500 estudiantes atendían a sus clases. Sus estudiantes más eminentes fueron Peter von Bohlen, A.G. Hoffmann, Hermann Hupfeld, Emil Rödiger, J.F. Tuch, Johann Karl Wilhelm Vatke y Theodor Benfey.

## Escritos
De sus muchos trabajos, el último, publicado en 1810, titulado Versuch über die maltesische Sprache, fue una refutación exitosa a la opinión actual de que el idioma maltés moderno era de origen púnico. En el mismo año apareció el primer volumen de Hebräisches u. Chaldäisches Handwörterbuch, finalizado en 1812, posteriormente en Alemania aparecieron ediciones de revisión periódicamente. La publicación de una nueva edición inglesa comenzó en 1892 bajo la edición de los Profesores Francis Brown, Samuel Rolles Driver y Charles Augustus Briggs, ahora bien conocidos por el diccionario Brown Driver Briggs o abreviadamente BDB. El Hebräische Grammatik, publicado en 1813 (28va edición por Emil Kautzsch; Traducida al inglés por Arthur Ernest Cowley, 1910; 29va edición [incompleta] por Gotthelf Bergstrasser, 1918-29), seguida en 1815 por Geschichte der hebräischen Sprache (ahora poco común), y en 1817 por la Ausführliches Lehrgebäude der hebräischen Sprache.
El primer volumen de su bien conocido comentario sobre Isaías (Der Prophet Jesaia), con una traducción, apareció en 1821; pero el trabajo no estuvo completo sino hasta 1829.
El Thesaurus philologico-criticus linguae Hebraicae et Chaldaicae V. T., se inició en 1829 sin embargo, murió antes de completarlo; la última parte del tercer volumen la editó Rödiger (1858). Entre otros trabajos están: De Pentateuchi Samaritana origine, indole, et auctoritate (1815), complementado en 1822 y 1824 por el tratado De Samaritanorum theologia y por la publicación de Carmina Samaritana; Paläographische Studien über phönizische u. punische Schrift (1835), una labor novedosa que él inició en 1837 por su colección de monumentos Fenicios (Scripturae linguaeque Phoeniciae monumenta quotquot supersunt); un Lexicón Arameo (1834-1839); y un tratado sobre el Idioma Himyarita escrito en conjunto con  Rödiger en 1841.
Gesenius también contribuyó extensamente a la Encyclopädie de Ersch y Gruber y enriqueció la traducción alemana de   Viajes en Siria y Tierra Santa de Johann Ludwig Burckhardt con valiosas notas geográficas. Tras muchos años editó Halle Allgemeine Litteraturzeitung. Se publicó un boceto de su vida anómimamente en 1843 (Gesenius: eine Erinnerung für seine Freunde), y otro por H. Gesenius, Wilhelm Gesenius, am Erinnerungsblatt an den hundertjährigen Geburtstag, en 1886.